# Corydoras brittoi
Corydoras brittoi es una especie de pez siluriforme del género Corydoras, de la familia de los calíctidos. Habita en aguas tropicales del centro de América del Sur.

## Taxonomía
Esta especie fue descrita originalmente en el año 2016 por los ictiólogos Luiz Fernando Caserta Tencatt y Willian Massaharu Ohara.
Localidad tipo
La localidad tipo referida es: “en las coordenadas: 09°06′47.4″S 60°25′14.1″O / -9.113167, -60.420583, sobre un afluente del río Guariba, drenaje del río Aripuanã, cuenca del río Madeira, municipalidad de Colniza, distrito de Guariba, estado de Mato Grosso, Brasil”.
Holotipo
El ejemplar holotipo designado es el catalogado como: MNRJ 43316; se trata de un adulto el cual midió 38,1 mm de largo total. Fue capturado el 15 de julio de 2013 por W. M. Ohara, D. B. Hungria y B. Barros. Fue depositado en el Museo Nacional, dependiente de la Universidad Federal de Río de Janeiro (UFRJ), ubicado en la ciudad brasileña de Río de Janeiro.
Paratipos
Los paratipos fueron todos colectados en el estado de Mato Grosso. Son los catalogados como: NUP 17311; ZUFMS-PIS 4063; INPA 48032; MCP 48747; MNRJ 43573; MZUSP 117334; NUP 17312 y NUP 17313.
Etimología
Etimológicamente el término genérico Corydoras viene del griego, donde kóry es 'yelmo', 'coraza', 'casco', y doras es 'piel'. Esto se justifica en la carencia de escamas y la presencia de escudos óseos a lo largo del cuerpo.
El nombre específico brittoi es un epónimo genitivo, que refiere al apellido de la persona a quien fue dedicada, el ictiólogo Marcelo Ribeiro de Britto por sus extensas contribuciones a la taxonomía y sistemática de la Corydoradinae.

## Distribución geográfica
Esta especie habita en aguas tropicales de la cuenca del Amazonas, en el centro-oeste de Sudamérica. Su distribuye en la cuenca del río Madeira, específicamente en la de uno de sus afluentes en el curso bajo: el río Aripuanã, en el estado de Mato Grosso, centro-oeste de Brasil.
Es endémica de la ecorregión de agua dulce Madeira - Escudo Brasileño.